# Mecistocephalus pluridens
Mecistocephalus pluridens är en mångfotingart som beskrevs av Lawrence 1960. Mecistocephalus pluridens ingår i släktet Mecistocephalus och familjen storhuvudjordkrypare.
Artens utbredningsområde är Madagaskar. Inga underarter finns listade i Catalogue of Life.